# 泊地

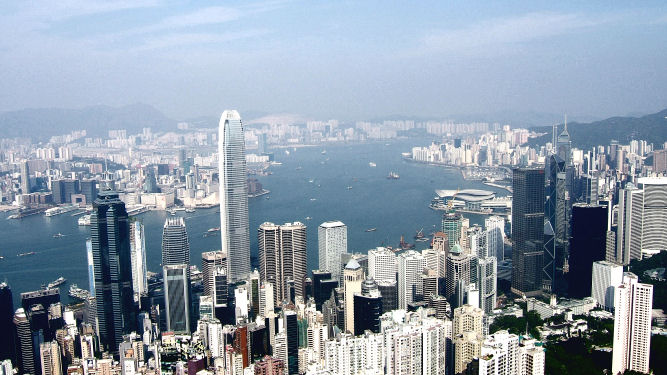
香港のビクトリア・ハーバー。

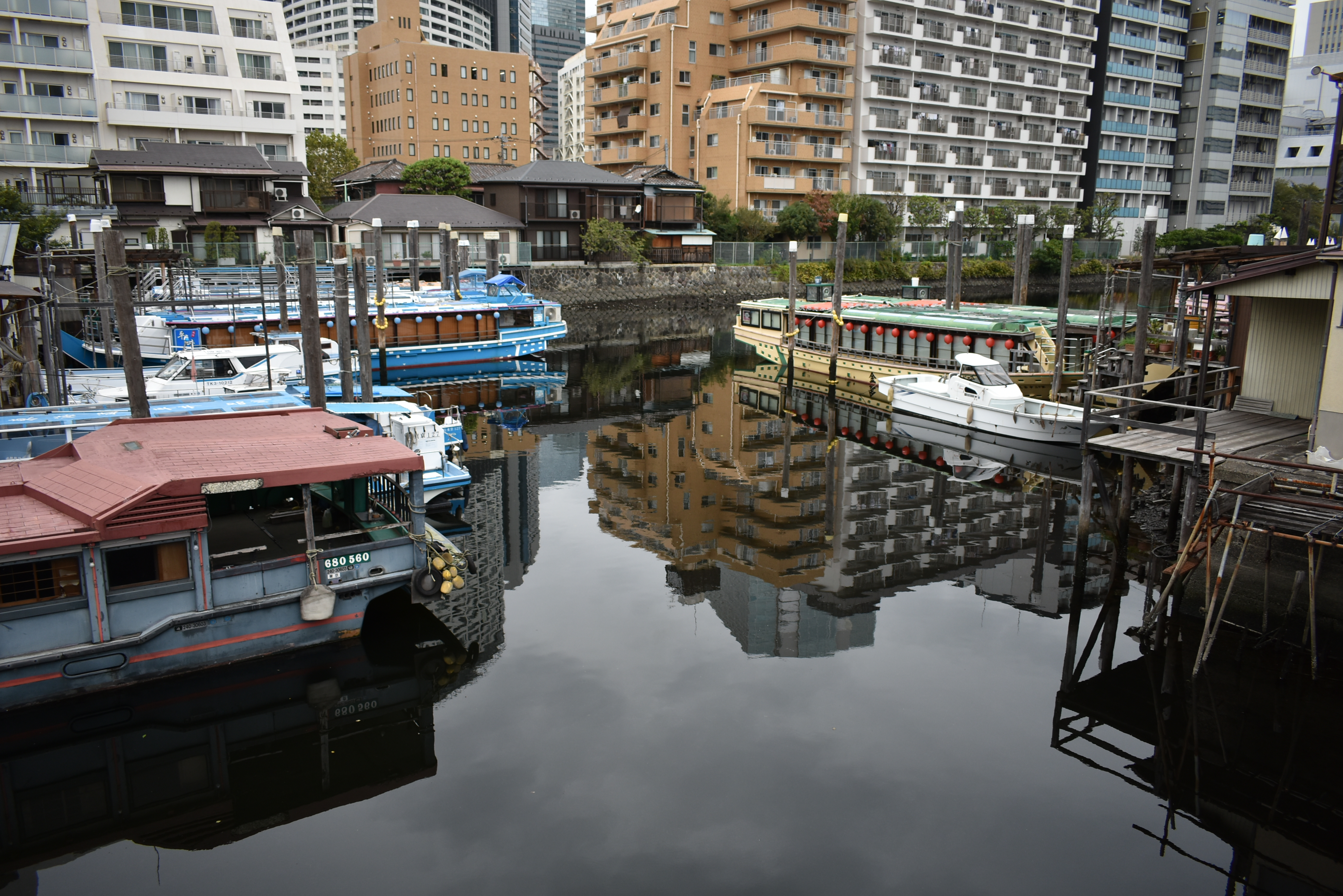
東京都品川区北品川の「品川浦と船溜まり」。

泊地（はくち、英語: harbor / anchorage）は、日本語では港湾において船舶を停泊させる水域とされるが、英語では特定のエリアではなく港湾全体を指す場合もある。
小型船舶用の停泊水域は船だまり（ふなだまり）ともいう。古語では泊（とまり）と呼ばれ港・湊に発展する。同義語として港湾で投錨する場合は錨地（びょうち）という。

## 解説
泊地は港湾施設の内の水域施設の一つであり、船舶が安全に航路から出入りし停泊するために設定された水面である。寄港した船舶を岸壁に係留して、安全に荷役作業を行ったり、旅客が快適に乗下船したりするためには、泊地は海象条件の良い静穏な水域に、十分な面積と水深とを以って確保しなければならない。また、海底の地質は錨がかかりやすいことが望ましい。
周囲を陸地に囲まれた内海や湾で、これらの条件を自然のうちに満たす場所は「天然の良港」とも形容される。近代以前、天然の泊地を持つ都市は港湾都市、商業都市として繁栄した。金角湾に面していたコンスタンティノープル（イスタンブール）、ビクトリア・ハーバーに面していた香港などが例として上げられる。日本では東京湾、大阪湾などが泊地の条件を満たしており、横浜、神戸という港湾都市が発達した。
近代以降は土木技術が進歩し、大規模な防波堤や掘り込み式港湾を建設して静穏な水面を確保したり、水深が不足する場合は浚渫を行うことで、天然の地形に恵まれない場所でも泊地を設定することが可能となった。
第二次世界大戦のノルマンディー上陸作戦の際には、イギリスの港からマルベリーと名づけたコンクリート製の巨大な箱を運んでフランスの海岸に設置し、即席の仮設港湾を建設する作戦が実施された。